# Andrea Pirlo
Andrea Pirlo (Flero, Brescia, 19. svibnja 1979.) bivši je talijanski nogometaš, reprezentativac i sadašnji trener. Trenutačno je trener drugoligaškog kluba United FC Dubai.
Pirlo dolazi iz imućne talijanske obitelji jer mu otac posjeduje dvije željezare. Ima tri godine starijeg brata Ivana koji igra za momčad u talijanskoj 3. ligi i tvrdi da je kao dijete bio bolji igrač od svog mlađeg brata, te 10 godina mlađu sestru Silviu. Oženjen je s Deborah i ima sina Niccolu. Idol mu je Roberto Baggio.
U klubu i reprezentaciji igra važnu ulogu kao obrambeni vezni, s većim naglaskom na razigravanje nego na destrukciju protivničke igre, zbog toga što nije dovoljno jako građen za duele sa suparnicima. Fine je tehnike i udarca, pa je tako dobio nadimak "nježne noge". Izvrstan je izvođač kornera i slobodnih udaraca, a i iz jedanaesteraca gotovo nikad ne griješi. Suigrač iz kluba, Gennaro Gattuso, izjavio je da, kad vidi što sve Pirlo može izvesti s loptom, zapita se da li je on sam uopće nogometaš.
Igrao je u klubovima Brescia (1994. – 98., 2001.), Inter (1998. – 99., 2000.), Reggina (1999. – 2000.), i AC Milan (od 2001). U dresu Milana osvojio je talijansku Seriju A i talijanski kup, te dvije Lige prvaka i Europski superkup. Za reprezentaciju je nastupao na olimpijadi 2000. i 2004. godine. Na potonjoj je osvojio brončanu medalju. Bio je član reprezentacije i na EURU 2004. te na Svjetskom prvenstvu 2006. gdje je bio jedan od važnijih igrača u momčadi koja je osvojila naslov najboljih na svijetu. Nastupao je, također, i za mladu U-21 momčad na Europskom prvenstvu 2000. Za talijansku reprezentaciju debitirao je protiv Azerbejdžana, 7. rujna 2002.
Za vrijeme Svjetskog prvenstva u Njemačkoj, Pirlo je 3 puta proglašivan igračem utakmice. Bilo je to u prvom kolu protiv Gane (2:0), kada je postigao prvi pogodak, zatim u polufinalu, kada je asistirao za pogodak Fabija Grossa Njemačkoj i to u 119. minuti utakmice. Treći put je bilo u samom finalu, kada je iz njegovog kornera Marco Materazzi izjednačio na 1:1 protiv Francuske. Kasnije je bio prvi izvođač jedanaesteraca koji su odlučivali pobjednika, i naravno, bio je precizan. Zbog tih postignuća osvojio je brončanu loptu za trećeg najboljeg igrača turnira, nakon Zidanea i Cannavara.

## Vanjske poveznice
- Profil na Transfermarktu
- Profil na Soccerwayu